# 90日の恋
『90日の恋』（きゅうじゅうにちのこい）は、1969年10月4日から同年11月22日まで日本テレビ系列で放送されたテレビドラマ。放送時間（JST）は毎週土曜21:30 - 22:26。カラー放送。
『（土曜）グランド劇場→土曜ドラマ→土ドラ10』の記念すべき第1作。

## 出演者
- 浅丘ルリ子
- 中山仁
- 三橋達也
- 山本耕一
- 岩崎加根子
- 中村伸郎
- 加賀まりこ
- 青木一子
- 九重佑三子
- 寺尾聡
- 岸田森

ほか

## スタッフ
- 脚本：林秀彦
- 演出：梅谷茂
- 音楽：坂田晃一
- 制作：日本テレビ

## 主題歌
「90日の恋」
- 作詞：安井かずみ／作曲：坂田晃一／歌：ソニア・ローザ

## その他
本作が放送された10月4日の日本テレビでは、他にも19:30に『なんでもやりまショー』、20:30に『右門捕物帖』（二代目中村吉右衛門主演版）がそれぞれ開始しており、1969年10月4日付けの大手各新聞の夕刊では、これら3番組の合同広告が掲載されていた。